# Liste der Fußgängerbrücken in Graz
Die Liste der Fußgängerbrücken in Graz enthält alle Brückenbauten der steirischen Landeshauptstadt Graz, die ausschließlich oder hauptsächlich für den Fußgänger- und/oder Fahrradverkehr errichtet wurden. Diese überspannen sowohl Gewässer als auch Straßenzüge.

## Liste der Fußgängerbrücken in Graz
| Name                                 | Nutzung                               | Standort / Koordinaten          | Bauzeit                       | Kommentar | Bild                       |
| ------------------------------------ | ------------------------------------- | ------------------------------- | ----------------------------- | --- | -------------------------- |
| Pongratz-Moore-Steg                  | Fußgänger- und Fahrradbrücke, Mursteg | Höhe Neugasse ⊙                 |                               | Der Steg ist seit Juli 2023 wegen Schäden gesperrt und soll abgerissen werden. Über den Neubau bzw. Terminplan gibt es derzeit noch keine Details.                                          |                            |
| Elise-Steininger-Steg                | Fußgänger- und Fahrradbrücke, Mursteg | neben Kaiser-Franz-Joseph-Kai ⊙ |                               | |                            |
| Erich-Edegger-Steg                   | Fußgänger- und Fahrradbrücke, Mursteg | Höhe Schloßbergplatz ⊙          | 1992                          | Ursprünglich "Mursteg", 2003 nach Erich Edegger benannt. |                            |
| Augartensteg                         | Fußgänger- und Fahrradbrücke, Mursteg | Höhe Hermann-Bahr-Gasse ⊙       |                               | |                            |
| Puchsteg neu                         | Fußgänger- und Fahrradbrücke, Mursteg | Höhe Seifenfabrik               | 3. Juni 2019 bis 9. Juli 2020 | |                            |
| Puchsteg alt                         | Fußgänger- und Fahrradbrücke, Mursteg | Höhe Theyrergasse ⊙             | 2018 abgetragen               | | (Anmerkung: Foto von 2017) |
| Gasrohrsteg                          | Fußgänger- und Fahrradbrücke, Mursteg | Höhe Auer-Welsbach-Gasse ⊙      |                               | Die Brücke wurde 1951 errichtet und seitdem immer wieder saniert. |                            |
| Fußgängerbrücke Plüddemanngasse      | Fußgängerbrücke, Straßenbrücke        | Plüddemanngasse ⊙               |                               | |                            |
| Fußgängerbrücke Peter-Tunner-Gasse   | Fußgängerbrücke, Straßenbrücke        | Peter-Tunner-Gasse ⊙            |                               | 2024 abgetragen. Kein Neubau geplant laut Eigentümerversammlung Dezember 2023. |                            |
| Fußgängerbrücke Obere Weid - Weidweg | Fußgänger- und Radfahrerbrücke        | Weidweg ⊙                       |                               | Verbindet den Weidweg mit der Oberen Weid, indem die Bahntrasse mit der Zubringerbahn nach Andritz und die Rampe, die zum etwa 8 m tiefer gelegenen Einkaufszentrum führt, überbrückt wird. |                            |

Etwa und zumindest seit 3. Mai 2018 und für voraussichtlich etwa ein Jahr in Betrieb ist eine Radfahrer-Fußgänger-Brücke im Zuge des Marburger Kais. Zweck der Errichtung ist den Kfz zur tief am linken Murufer angelegten Baustellenstrasse für den Zentralen Speicherkanal und das Murkraftwerk in Bezug auf Rad- und Fußverkehr kreuzungsfreie Ein- und Ausfahrt zu ermöglichen. Der Grundriss entspricht einem stumpfen Winkel. Etwa drei Betonpfeiler stehen auf der Murböschung.